# Parc zoologique de Ranua
Le parc zoologique de Ranua (finnois : Ranuan eläinpuisto) est un parc zoologique situé à Ranua en Finlande .
C'est le parc zoologique le plus septentrional de Finlande.

## Installations et faune hébergée
Le parc zoologique est spécialisé dans les espèces arctiques, il héberge une cinquantaine d'espèces animales comme le lynx boréal, l'ours brun, le loup gris, l'élan ou le renne.

## Galerie

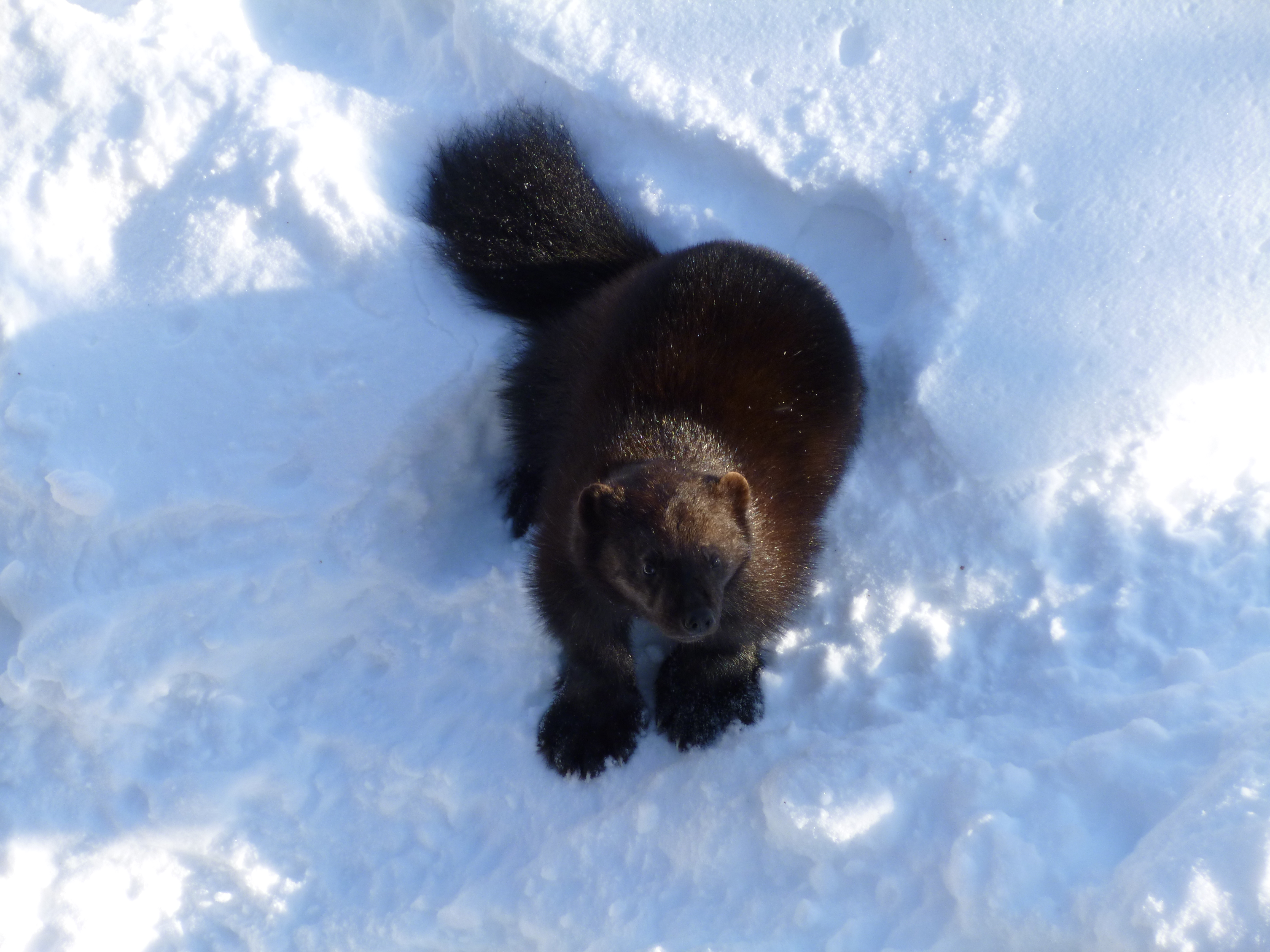
Glouton
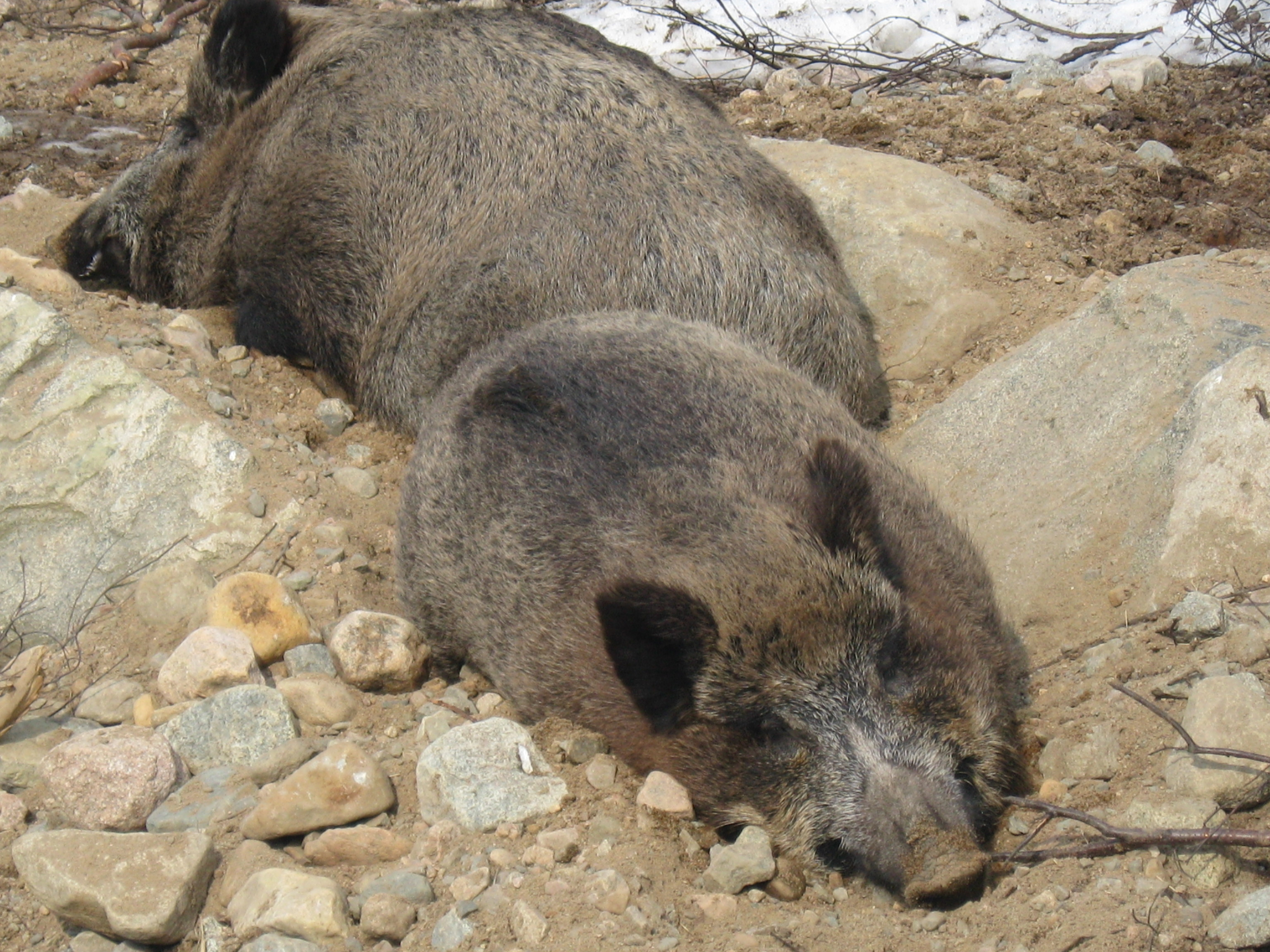
Sangliers
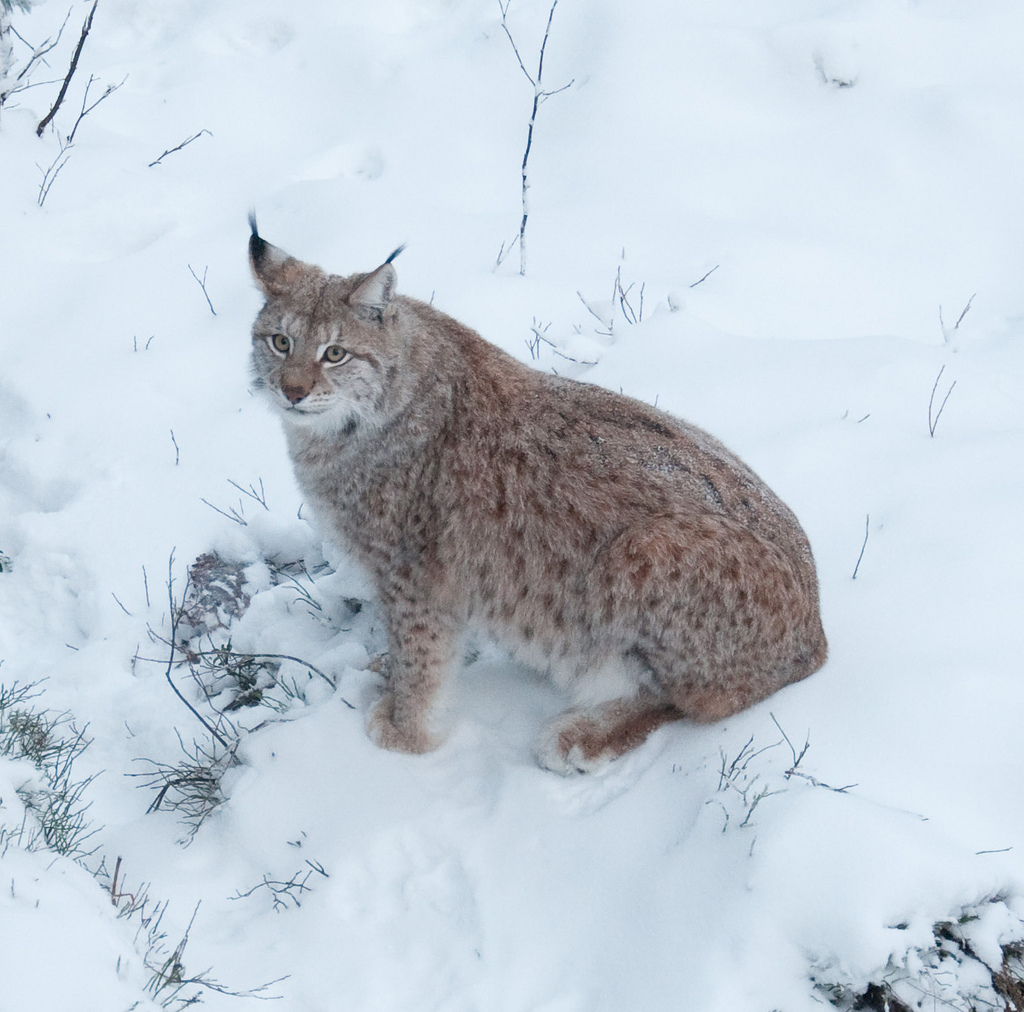
Lynx
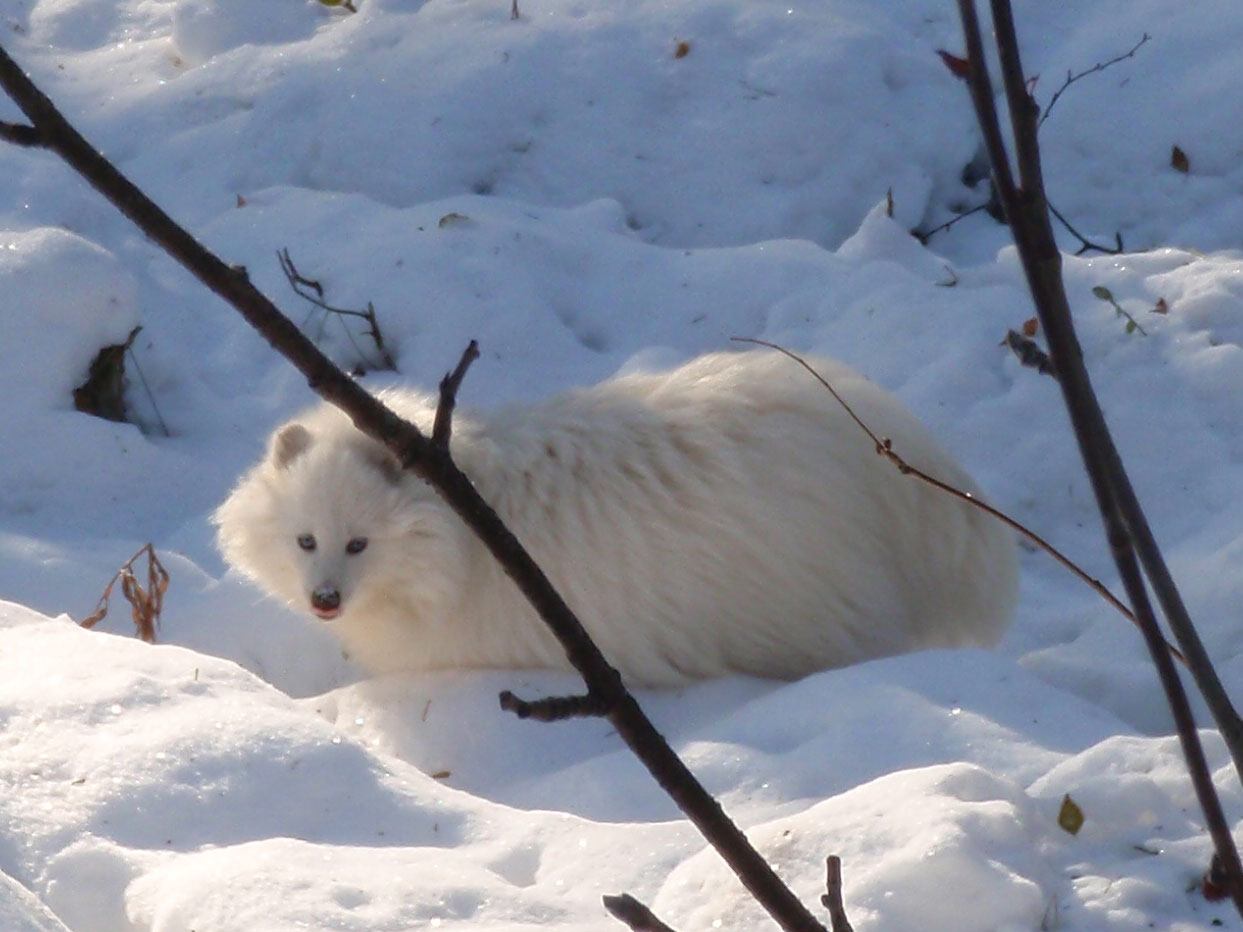
Chien viverrin
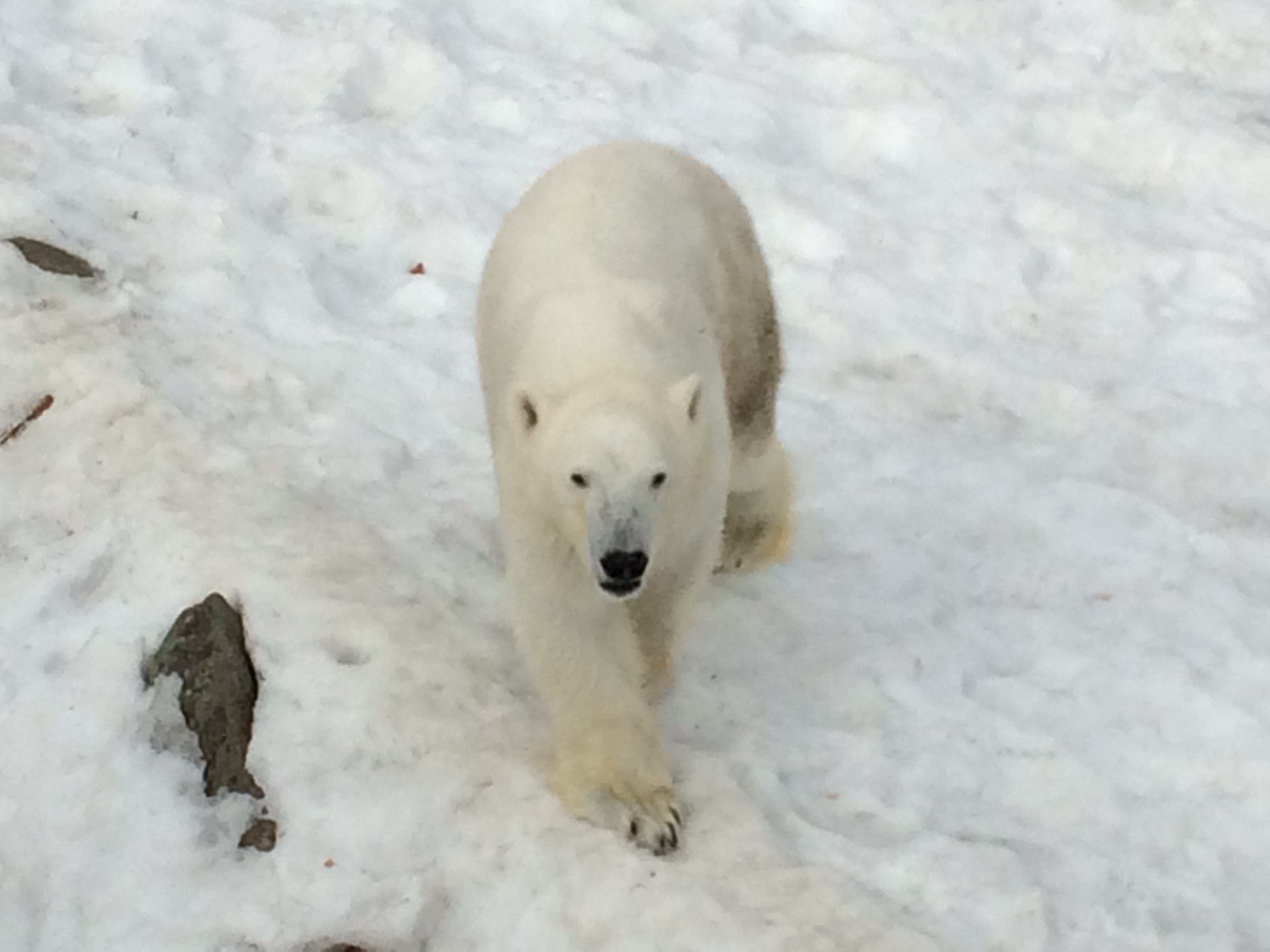
Ours polaire.